# Cuzorn
Cuzorn è un comune francese di 884 abitanti situato nel dipartimento del Lot e Garonna nella regione della Nuova Aquitania.
Il territorio comunale è bagnato dalle acque del fiume Lémance.

## Società

### Evoluzione demografica
Abitanti censiti